# Venom Snake
Venom Snake è un personaggio della serie di videogiochi Metal Gear, ideata da Hideo Kojima.
È il protagonista di Metal Gear Solid V: The Phantom Pain (2015), dove viene presentato per gran parte del gioco come Big Boss; tuttavia nel finale viene chiarito che si tratta di un personaggio a sé stante, la cui storia comincia in Metal Gear Solid V: Ground Zeroes (2014) e si riallaccia al primo Metal Gear (1987), dove riveste retroattivamente il ruolo di antagonista.
Venom Snake è anche un personaggio giocabile in Metal Gear Online, la componente multigiocatore di The Phantom Pain.

## Biografia
(Big Boss in The Phantom Pain, nel nastro a Venom Snake)

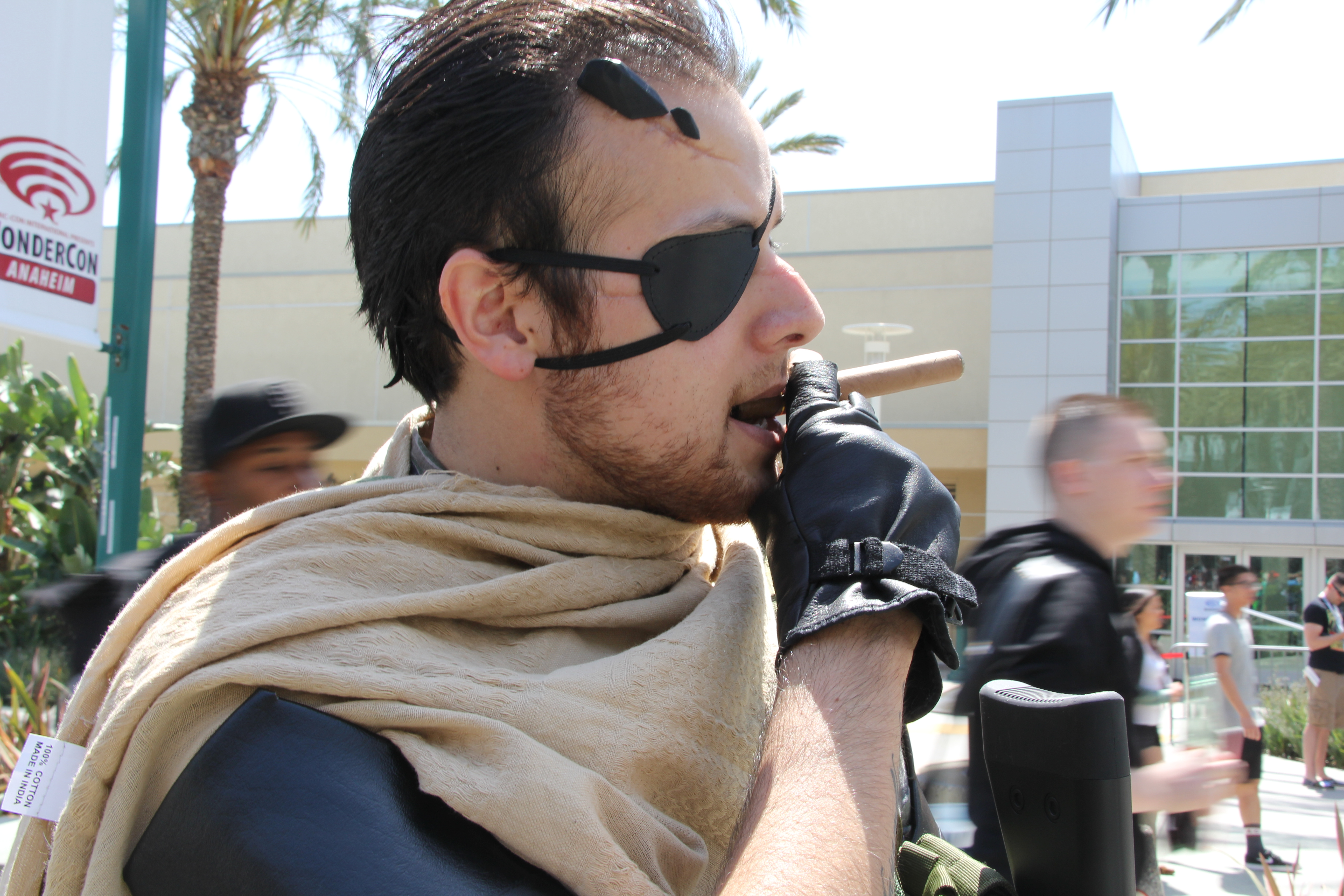
Un cosplayer di Venom Snake con il sigaro Phantom al WonderCon 2015

La storia di Venom Snake è spiegata nella parte conclusiva di Metal Gear Solid V: The Phantom Pain (2015), in particolare nell'episodio Verità: The Man Who Sold The World e nella cronologia che accompagna i titoli di coda; inoltre alcuni dettagli, come il coinvolgimento di Zero, sono chiariti nella cassetta Registrazioni verità ascoltabile nel gioco. Venom Snake è il medico che, nel finale di Metal Gear Solid V: Ground Zeroes (2014), estrae un ordigno dal ventre di Paz; tuttavia nel corpo della ragazza si trova anche una seconda bomba, che esplode poco dopo: in quel momento Venom Snake si pone fra l'esplosione e Big Boss, per salvare la vita a quest'ultimo. Come Big Boss, Venom Snake entra in coma, ma nonostante le ferite più gravi si risveglia, senza prendere conoscenza, prima di Big Boss, e verrà indotto dai medici in coma farmacologico fino a poco tempo dopo il risveglio di Big Boss.
Dopo essersi svegliato Venom Snake si renderà conto della perdita di un braccio e di 108 frammenti conficcati nel suo corpo; in particolare, le schegge nella testa gli produrranno disturbi alla vista, come la confusione tra un colore e l'altro, alimentando anche delle allucinazioni, come quando immaginerà che Paz – i cui frammenti ossei sono rimasti conficcati in lui – sia sopravvissuta. Dopo l'attentato nell'ospedale di Cipro a Big Boss, gli altri due Patriots che si erano allontanati da Major Zero – EVA e Ocelot – tornano a collaborare con Zero per far fronte alla minaccia rappresentata da Skull Face, autore dell'attentato. Zero decide così di creare "un nuovo Snake", ovvero una copia di Big Boss, per permettere al Big Boss originale, una volta risvegliatosi, di far perdere le proprie tracce.
Benché Big Boss, una volta sveglio, avanzi dei dubbi sull'operazione, definendola una "fottuta bugia", Ocelot argomenta che in fondo era ciò che Venom Snake – il migliore soldato di cui Big Boss disponeva – avrebbe voluto: diventare a tutti gli effetti come lui. Per ottenere tale risultato, Venom Snake viene sottoposto durante il coma a una trattamento molto particolare: «Il suo stato di coscienza alterato ci ha aiutato a impiantargli alcune potenti suggestioni», dice Ocelot a Big Boss, «attraverso l'illusione ipnagogica indotta. Ha sperimentato tutte le tue missioni registrate e condivide tutte le tue conoscenze ed esperienze». Lo stesso Ocelot, per diventare una buona spalla di Venom Snake, si sottopone ad una sorta di auto-ipnosi onde credere che sia lui Big Boss, almeno finché non tornerà il momento del Big Boss originale. Persino il giovane Liquid, clone del vero Big Boss, cadrà nell'inganno, mentre l'IA di The Boss, incontrando per la prima volta Venom, capirà non trattarsi dello Snake che lei conosceva; allo stesso modo l'uomo di fuoco, quando Venom ne recupererà il corpo, realizzerà di non avere davanti l'autentico oggetto della sua ira.
In ospedale Venom Snake subisce anche un intervento di chirurgia plastica al volto, perdendo l'uso dell'occhio destro, affinché diventi identico a Big Boss, rispetto al quale rimane esteriormente distinguibile solo per il fatto che il braccio sinistro di Venom Snake è artificiale e che sulla sua testa vi è una menomazione a forma di corno: presumibilmente uno shrapnel metallico, o un osso di Paz, rimasto conficcato nel suo cranio dopo l'esplosione al termine di Ground Zeroes. Inoltre Venom Snake ha spesso i capelli raccolti a codino. Lo scienziato Code Talker lo chiama con i termini navajo tłʼiish ("serpente") e bideeʼ hólóní ("colui che ha un corno"), comunicando poi a Venom Snake che per guarire dal contagio dei parassiti delle corde vocali rimarrà sterile. Meno loquace del vero Big Boss, nel corso della storia instaura un legame sentimentale con Quiet.
Dopo aver sconfitto Skull Face e portato a termine varie imprese, egli riceve nel finale del gioco un nastro con la voce di Big Boss; ascoltandolo, ricorda chi è veramente e sembra preso dallo sconforto, ma la voce di Big Boss lo rincuora subito dicendogli che ora anche lui è il vero Big Boss, o meglio, Big Boss è diventato l'unione indissolubile di loro due, che insieme potranno cambiare il mondo e l'avvenire: così da quel momento Venom Snake non vede più se stesso come un "demone". Si noti che all'inizio di The Phantom Pain, rivolgendosi a Kaz, Venom Snake aveva espresso appunto la volontà di "combattere per il futuro". Quando egli ritorna alla Mother Base, alcuni sottoposti salutano il giocatore con frasi come: «Boss, non m'importa chi tu sia, sarai sempre il mio ufficiale in comando». Il passaporto di Venom Snake, dove compaiono la sua data e luogo di nascita, viene consegnato da Ocelot a Big Boss dopo la fuga dall'ospedale, perciò lo scambio d'identità è inizialmente reciproco. Nella cronologia che compare nel finale è indicato che il Big Boss sconfitto da Solid Snake nel primo Metal Gear è Venom Snake, ucciso in quell'occasione, mentre il Big Boss originale era a capo della FOXHOUND, anche se Venom Snake, prima del suo ultimo scontro, farà credere di essere il medesimo Big Boss a comando della FOXHOUND:
(ultime parole di Venom Snake in Metal Gear)